# مارك كاتسبي
مارك كاتسبي (بالإنجليزية: Mark Catesby) (24 مارس 1682 / 83 – 23 ديسمبر 1749) هو عالم بيئة إنگليزي عاش خلال أواخر القرن السابع عشر والنصف الأوَّل من القرن الثامن عشر. خلال الفترة المُمتدة بين عاميّ 1729 و1747، نشر كاتسبي درَّة أعماله، ألا وهو كتاب التاريخ الطبيعي لكارولينا وفلوريدا وجزر الباهاماس (بالإنگليزية: Natural History of Carolina, Florida and the Bahama Islands)، وهو المؤلَّف الأوَّل في التاريخ الذي تناول الثروة الحيوانيَّة والنباتيَّة في أمريكا الشماليَّة. تضمَّن هذا المؤلَّف 220 رسمًا ووصفًا لطيور، وزواحف، وبرمائيَّات، وأسماك، وحشرات، وثدييات، بالإضافة إلى نباتات.

## حياته وأعماله

### نشأته وبداياته
وُلد كاتسبي يوم 24 مارس سنة 1682 / 83، وعُمِّد في بلدة «قلعة هيدينگهام» بمقاطعة إسكس بإنگلترا بتاريخ 30 مارس 1683. كان والده جون كاتسبي (دُفن بتاريخ 12 نوفمبر 1703) يعمل مُحاميًا، كما كان مُزارعًا من النبلاء. أمَّا والدته فهي أليصابيت جيكيل (دُفنت بتاريخ 5 سبتمبر 1708). امتلكت الأسرة مزرعةً وبيتًا في سودبيري بريف صافولك. أدّى لقاء كاتسبي بعالم البيئة جون ري إلى ظهور حب التاريخ الطبيعي في نفسه، فانكب على دراسته بشغف ولذَة في لندن قبل أن يتجه للإقامة مع شقيقته، أليصابيت كاتسبي كوك، في مدينة ويليامزبرغ بمستعمرة ڤرجينيا الأمريكيَّة سنة 1712. ورث كاتسبي عن والده ممتلكات كثيرة بعد وفاة الأخير، قبل تسع سنوات من انتقاله إلى العالم الجديد، مما سمح له أن يعيش عيشةً كريمة. كانت شقيقته أليصابيت متزوجة من الدكتور ويليام كوك، أحد أعضاء مجلس المُستعمرة وسكريتيرها الأوَّل. تنص مذكرات العائلة أن أليصابيت تزوجت رغمًا عن إرادة أهلها وهاجرت مع زوجها إلى ڤرجينيا. بعد اسقراره في ڤرجينيا، اتجه كاتسبي لزيارة جزر الهند الغربيَّة في سنة 1714، ثم عاد إلى ڤرجينيا مُجددًا، قبل أن يُقرر الرجوع إلى وطنه الأم إنگلترا في سنة 1719.

### الشهرة والجمعية الملكية

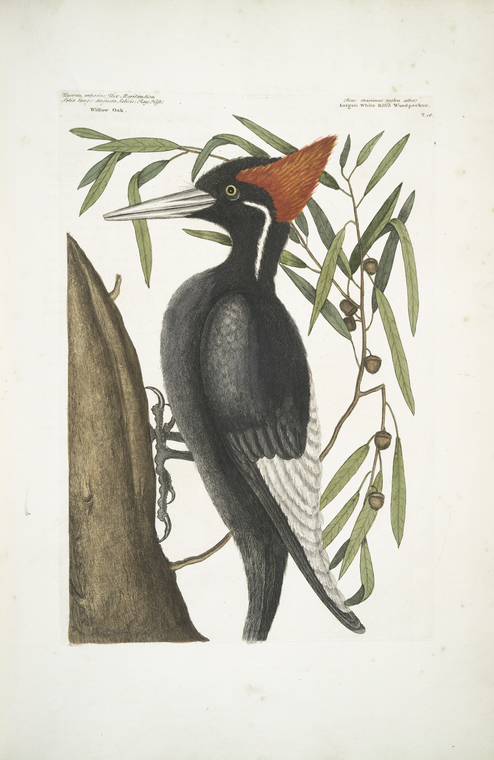
رسمٌ لنقَّار عاجي المنقار جاثم على جذع شجرة سنديان صفصافيّ.

كان كاتسبي قد جمع عدَّة أنواع من البذور والعينات النباتيَّة خلال مدَّة إقامته في ڤرجينيا، وأرسلها إلى صاحب مشتل مُقاطعة هوكستون المدعو طوماس فيرتشايلد، الأمر الذي جعل منه رجلًا مشهورًا في المجتمع العلمي بإنگلترا، لدرجة أنَّ أحد كِبار العلماء، وهو ويليام شيرارد، أوصى في عام 1722 أن يتولّى كاتسبي قيادة حملة استكشافية لجمع العينات النباتيَّة في مُحافظة كارولينا الأمريكيَّة، نيابةً عن الجمعيَّة الملكيَّة. بناءً على هذا عاد كاتسبي إلى أمريكا الشماليَّة، واستقر في مدينة تشارلستون، الواقعة حاليًّا بولاية كارولينا الجنوبيَّة، وانطلق في عدَّة رحلات عبر القسم الشرقي من أمريكا الشماليَّة وجزر الهند الغربيَّة جامعًا عيّنات عدَّة من النباتات والحيوانات. أُرسلت كثيرٌ من هذه العينات إلى العالم الكبير هانز سلون في لندن، وبالتحديد إلى حديقة الصيدليون بتشيلسي، كما أُرسل بعضها الآخر إلى ويليام شيرارد. عاد كاتسبي إلى إنگلترا في سنة 1726.

### مؤلفه وآخر أيامه

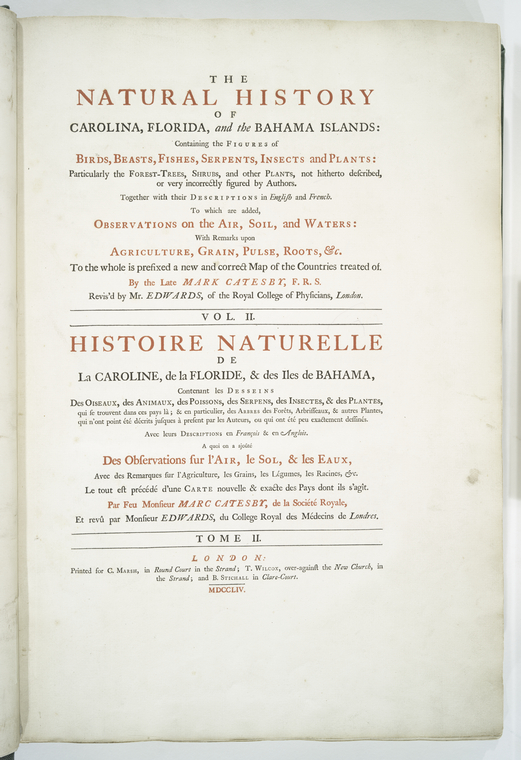
الصفحة الأولى من المُجلَّد الثاني.

أمضى كاتسبي الأعوام السبعة عشر التالية يعمل على مؤلَّفه الذي تحدث فيه عن التاريخ الطبيعي للمناطق التي زارها في العالم الجديد. وحصل على التمويل الكافي لنشر وطباعة المُجلَّد من قِبل أحد زملائه في الجمعية الملكية، وهو پيتر كولنسون، الذي أقرضه المبلغ اللازم دون فوائد. كان كاتسبي أوَّل عالم استخدم الأوراق المطويَّة الملونة في كنابٍ يتحدث عن التاريخ الطبيعي، وقد تعلَّم كيفية الطبع والرسم على الصفائح الورقيَّة بنفسه. ظهرت الصفائح الثمانية الأولى بلا خلفيَّة، لكن بعد ذلك أخذ كاتسبي يضع خلفيَّات نباتيَّة مع الحيوانات المُصوَّرة. اكتُمل المُجلَّد الأوّل في سنة 1731، وفي عام 1733 انتُخب كاتسبي عضوًا في الجمعيَّة الملكيَّة. انتهى العمل على المُجلَّد الثاني في سنة 1743، وخلا الفترة المُمتدة بين عاميّ 1746 و1747 أضاف إلى عمله مُلحقًا تحدث فيه عن عينات جديدة أرسلها إليه أصدقائه من أمريكا، وبالأخص صديقه العالم جون بارترام. يُحتفظ حاليًّا بالرسومات الأوليَّة الخاصَّة بكاتسبي والتي اعتمدها أساسًا للرسومات المُدرجة في مؤلفه، في المكتبة الملكية بقلعة ويندسور، كما عُرضت بعض الرسومات المُنتقاة منها في الولايات المتحدة واليابان وفي «معرض الملكة» بمدينة لندن خلال عاميّ 1997 و1998. بتاريخ 5 مارس 1747، قرأ كاتسبي صحيفةً تحمل عنوان «عن الطيور القواطع» (بالإنگليزية: Of birds of passage)، أمام حشد من العلماء في الجمعيَّة الملكية بلندن، فكان بهذا أحد أوَّل الأشخاص الذين وصفوا هجرة الطيور في العصر الحديث. تزوج مارك كاتسبي بأليصابيت رولاند بتاريخ 2 أكتوبر 1747. وتوفي قبل حلول عيد الميلاد بفترة قصيرة سنة 1749، وكانت وفاته يوم السبت في 23 ديسمبر في منزله الكائن خلف كنيسة القديس لوقا بالشارع القديم بلندن. نُشر مؤلف كاتسبي حامل عنوان «الحدائق الأمريكية البريطانية» (باللاتينية: Hortus britanno-americanus) بعد وفاته، في سنة 1763، وصدرت منه طبعة أخرى ذات عنوان مُختلف هو «الحدائق الأوروبية الأمريكية» (باللاتينية: Hortus Europae americanus) سنة 1767.

### تكريمه
أطلق العالم السويدي كارولوس لينيوس اسم الجنس Catesbaea على إحدى أنواع الجنبات الشائكة المُنتمية لفصيلة الفوية (Rubiaceae)، قاطنة جزر الهند الغربيَّة وجنوب شرق الولايات المُتحدة، تيمنًا بالعالم الإنگليزي، وذلك في عام 1753.

## معرض لبعض من رسوماته

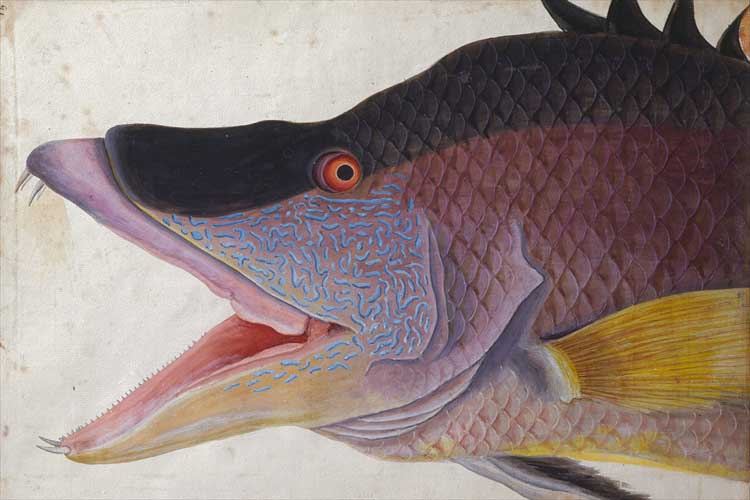
سمكة عفريَّة، 1725
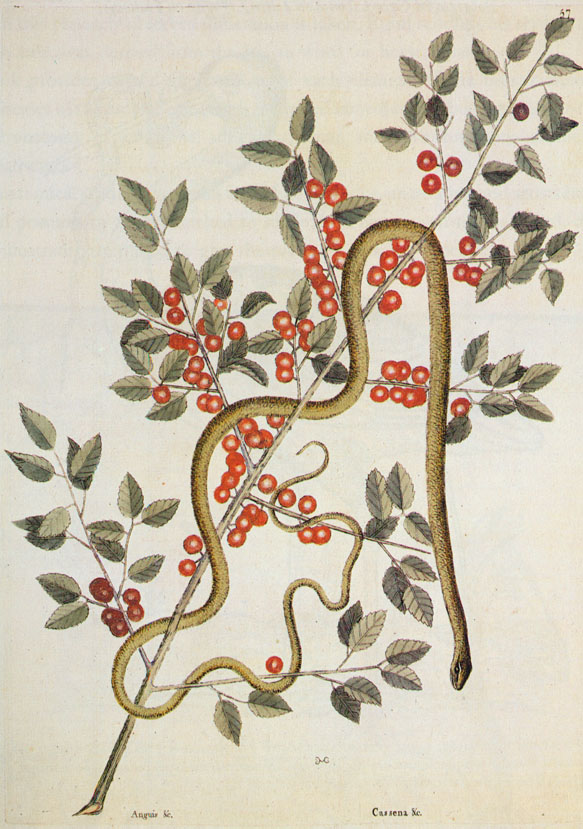
Anguinis viridis، 1743
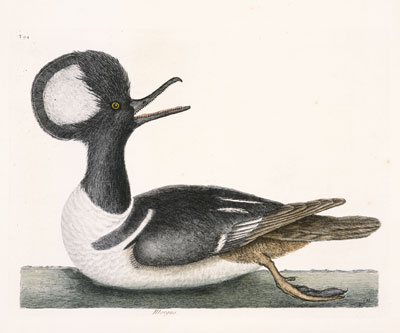
البلقشة المُقلنسة، 1748
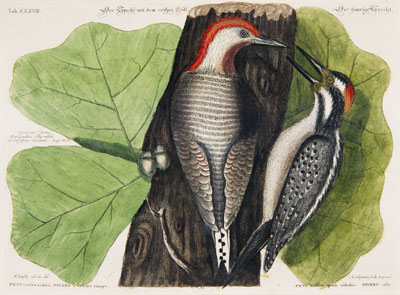
Ventro Rubro، النقَّار أحمر البطن، 1749
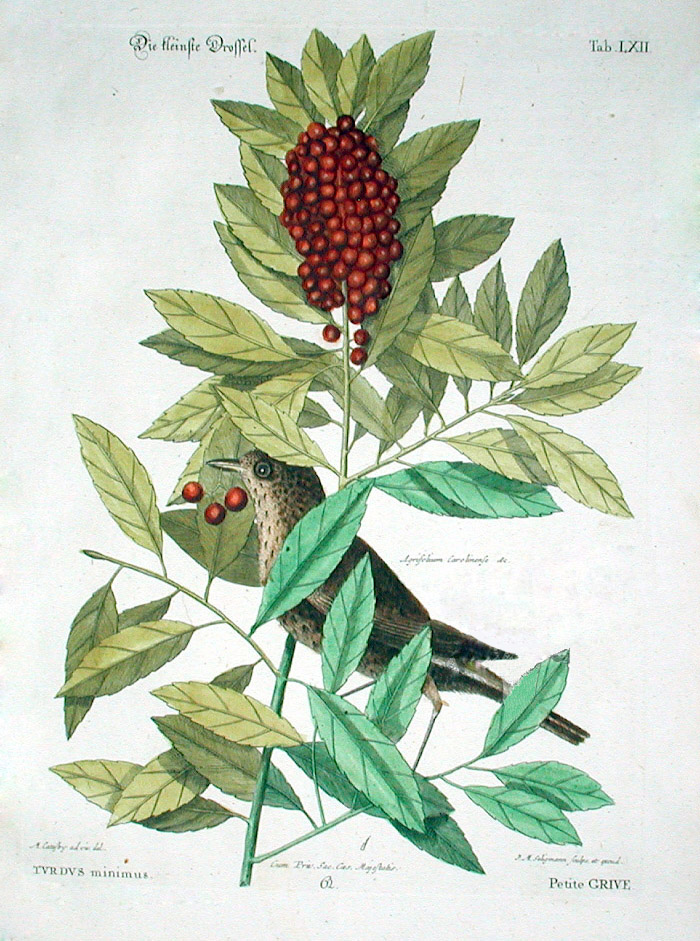
السُّمنة رماديَّة الوجنة وبهشية داهون، 1754
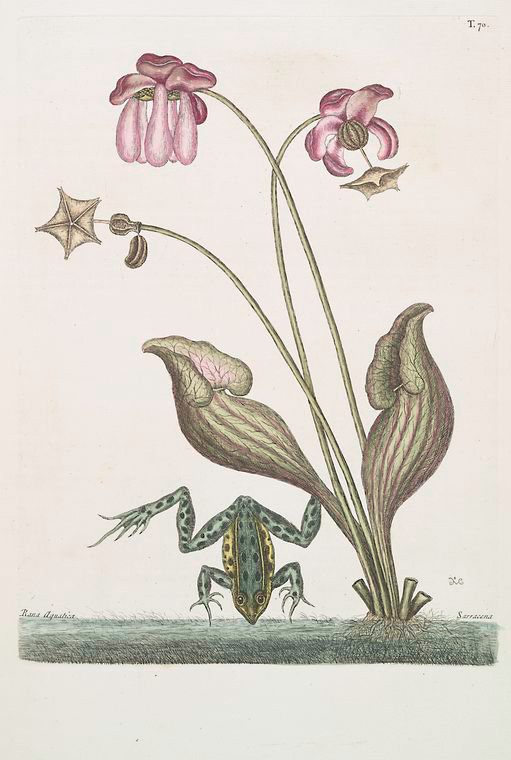
Rana Aquatica، الضفدعة المائيَّة، 1754
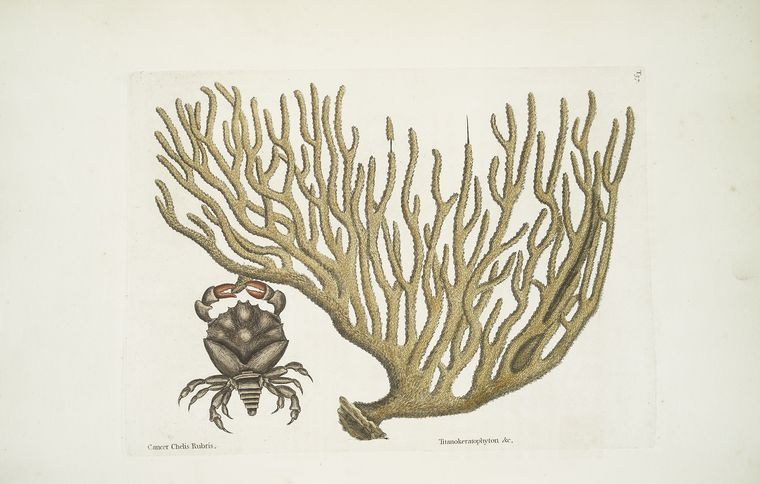
،Cance Chelis Rubis، السرطان أحمر المخلب، 1754
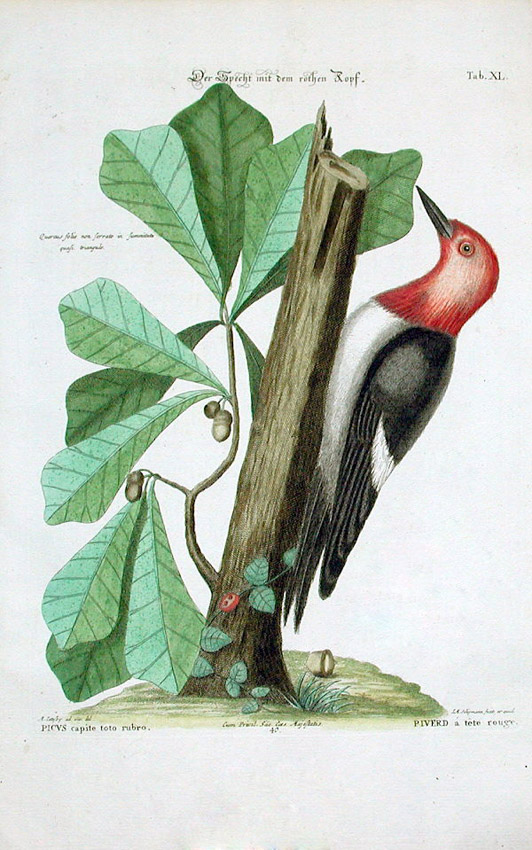
النَّقّار أحمر الرأس، 1754
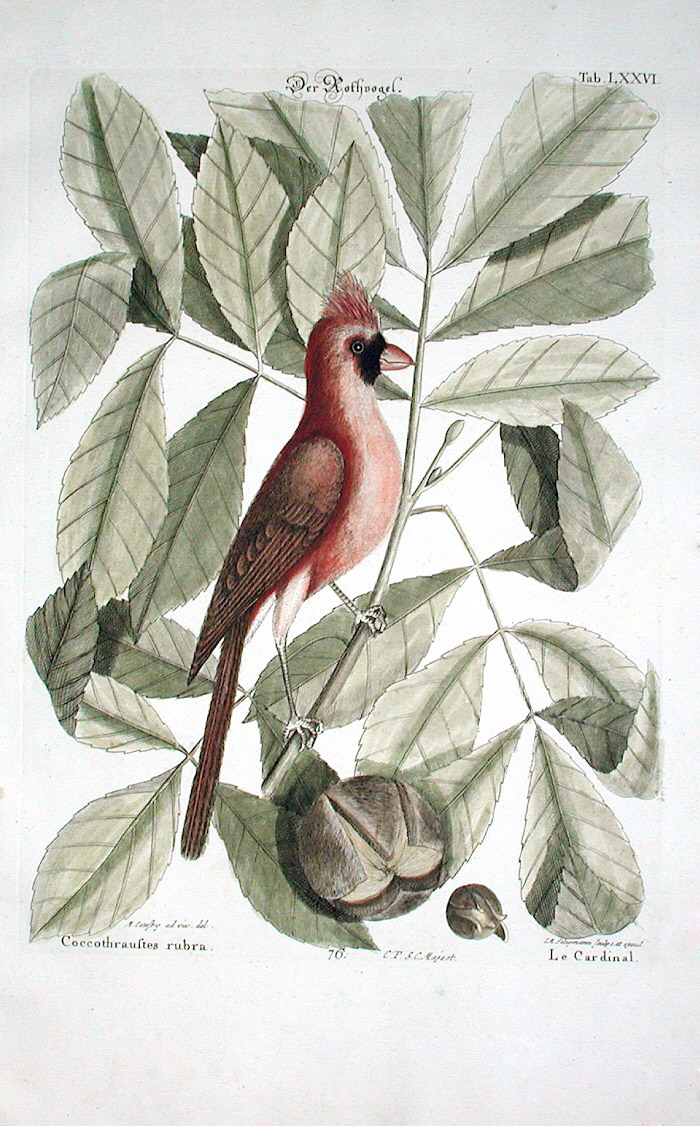
Coccothraustes rubra (يُحتمل أنه الكردينال الشمالي) بالإضافة إلى Nux Juglans alba Virginiensis, 1754
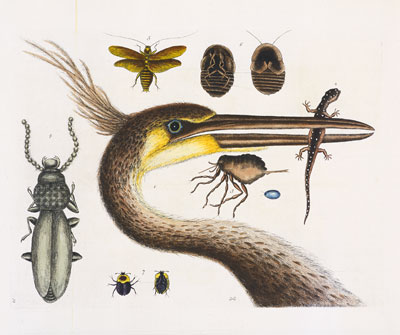
البلشون الأزرق الكبير، 1771